# Бунар (Добретићи)
Бунар је насељено место у Босни и Херцеговини у општини Добретићи. Административно припада Федерацији Босне и Херцеговине, односно њеном Средњобосанском кантону. Према попису становништва из 2013. у насељу је било 185 становника, а већинску популацију у насељу чинили су Хрвати.
До 1992. село се налазило у саставу некадашње општине Скендер Вакуф чији највећи део је ушао у састав Републике Српске где је организован као општина Кнежево.

## Становништво
По последњем службеном попису становништва из 2013. године у насељу Бунар живело је 185 становника, а село је било етнички хомогено са већинском хрватском популацијом.
| Националност | 2013. | 1991.        | 1981.        | 1971.        |
| Хрвати       | —     | 384 (99,48%) | 362 (100,0%) | 261 (99,62%) |
| Срби         | —     | 0            | 0            | 1 (0,38%)    |
| Бошњаци      | —     | 0            | 0            | 0            |
| остали       | —     | 2 (0,51%)    | 0            | 0            |
| Укупно       | 185   | 386          | 362          | 262          |